# Gran Alto Nilo
El Gran Alto Nilo es una región del noreste de Sudán del Sur. Lleva el nombre del Nilo Blanco, un afluente del río Nilo en el norte y este de África.

## Historia
La región del Gran Alto Nilo se separó de la República de Sudán el 9 de julio de 2011 junto con sus regiones vecinas meridionales de Sudán de Bar el Gazal y Equatoria. Las tres regiones constituyen ahora la República de Sudán del Sur.

## Geografía
El Gran Alto Nilo limita con Etiopía al este y la República del Sudán al norte. La región de Sudán del Sur de Bar el Gazal se encuentra al oeste y la región de Ecuatoria se encuentra al sur del Gran Alto Nilo.

### Divisiones administrativas
El Gran Alto Nilo consta de los siguientes estados de Sudán del Sur:
- Junqali
- Unidad
- Alto Nilo
- Área Administrativa de Pibor
- Área Administrativa de Ruweng

Entre octubre de 2015 y febrero de 2020, la región estuvo conformada por los siguientes estados:
- Estado de Akobo
- Estado de Bieh
- Estado de Boma
- Estado de Fangak
- Estado de Junqali
- Estado de Liech del Norte
- Estado de Ruweng
- Estado de Liech del Sur
- Estado del Alto Nilo Central
- Estado de Fashoda
- Estado de Latjor
- Estado de Maiwut
- Estado del norte del Alto Nilo